# Alois Báňa
Alois Báňa (6. srpna 1892 Hrušovany u Brna - 6. února 1977 Vyškov) byl tiskař a nakladatel. Byl zetěm Františka Obziny. Po Obzinově smrti převzal Obzinovu tiskárnu ve Vyškově.
Alois Báňa přišel do Vyškova v roce 1925. Ačkoliv neměl odborné znalosti v tiskařském oboru, vynikal svými literárními, jazykovými a historickými vědomostmi. Báňa musel v době hospodářské krize na počátku 30. let vyvinout velké úsilí, aby Obzinovu tiskárnu vůbec udržel, zejména když největší jeho zákazník a dlužník, majitel nakladatelství Aventinum Otakar Štorch-Marien v roce 1931 likvidoval. Během okupace byl Alois Báňa sledován německou policií a na čas i vězněn. Po roce 1945 již nebyla tiskárna uvedena do provozu.